# 春日井新一郎
春日井 新一郎（かすがい しんいちろう、1892年（明治25年）1月2日 - 1952年（昭和27年）6月3日）は、日本の肥料学者である。

## 経歴・人物
東京府東京市（現在の東京都区部）に生まれる。1905年に東京高等師範学校附属小学校（現・筑波大学附属小学校）、1909年に東京高等師範学校附属中学校（現・筑波大学附属中学校・高等学校）を卒業。第一高等学校を経て、東京帝国大学（現在の東京大学）に入学し、農芸化学を専攻した。1918年（大正7年）の卒業後も大学に残り講師や農商務省の技手等を経て、1923年（大正12年）に助教授として務め、1937年（昭和12年）から1939年（昭和14年）の帰国まで肥料の研究のためドイツに留学する。帰国後は水耕栽培における肥料を使用する際の難点を解消するための研究を行った事で農学博士の称号を取得し、同時に教授に昇格し1952年（昭和27年）までその職にあたった。
その後はリン酸肥料や稲等の穀物における水耕栽培の研究により無機栄養を明確にした事を貢献し、1945年（昭和20年）には肥料研究所の創設に携わり所長を務め、また同年から1948年（昭和23年）に辞任するまで日本土壌肥料学会の会長も務めた。特に春日井が研究したリン酸肥料は1950年（昭和25年）に同僚の中川正男らとの研究もあり熔性リン肥として国内で生産が開始されている。